# Siarka elementarna
Siarka elementarna – zwyczajowe określenie siarki w postaci pierwiastkowej, stosowane np. w rolnictwie. W przemyśle oznacza siarkę o bardzo dużej czystości, 99,95% S, którą można otrzymać na przykład przez redukcję dwutlenku siarki węglem.